# روش‌شناسی آمارگیری

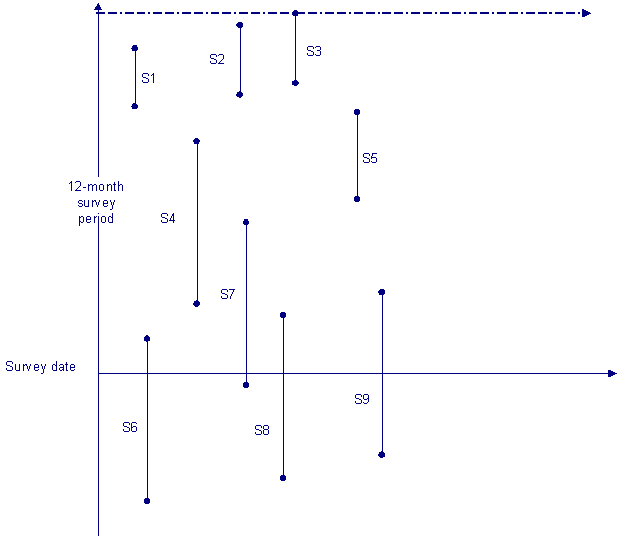
روش‌های آمارگیری

در آمار کاربردی، روش‌های آمارگیری روش‌هایی برای نمونه‌برداری از یک جامعه آماری هستند که به منظور بهبود میزان پاسخ و دقت پاسخ به آمارگیری تدوین می‌شوند. سنجه‌های اندازه‌گیری شده آماره نام دارند که به منظور استنباط آماری در مورد کل جامعه طراحی می‌شوند. گه‌گاه آمارهایی توصیفی نیز گردآوری می‌شوند. نظرسنجی‌ها، پرسشنامه‌ها، و سرشماری‌ها در مورد وضعیت سلامت یا بازار مثال‌هایی از آمارگیری هستند. آمارگیری ابزار مهمی برای تحقیق در مورد جنبه‌های مختلف جامعه است و اطلاعات مهمی را در اختیار می‌گذارد؛ از جمله زمینه‌هایی که آمارگیری در آن کاربر دارد به بازاریابی، روانشناسی، سلامت عمومی، و جامعه‌شناسی اشاره کرد.

روش‌های مختلفی برای جمع آوری داده های آماری مورد نظر وجود دارد که آمار گیرنده بنا بر موارد مد نظر می‌تواند از آن‌ها استفاده کند. روش های معمول و سنتی به صورت پخش پرسشنامه و فرم‌های نظرسنجی بین جامعه آماری و جمع آوری و دسته بندی و تحلیل گزارش های آماری است که امروزه کمتر مورد توجه است.
روش‌های جدید به صورت آنلاین و برخط بوده که آمار گیرنده به وسیله سامانه های مختلف می تواند فرم های پرسشنامه و نظرسنجی مدنظر خود را در این سامانه ها ایجاد و به روش های مختلف به صورت آنلاین بین جامعه آماری مدنظر توزیع کند (از جمله اشتراک گذاری در شبکه های اجتماعی، ارسال از طریق کدهای QR و یا ارسال با ایمیل و...).
راه کارهای متنوعی برای آمارگیری و جمع آوری اطلاعات به صورت آنلاین وجود دارد که گوگل فرم، سروی مانکی و وبسایت فارسی ویفُرم از جمله این موارد هستند که در آن‌ها می‌توان فرم‌های نظرسنجی، فرم‌های سرشماری و یا پرسشنامه‌های آنلاین را ایجاد و توزیع کرد.